# Арасланово (Мелеузівський район)
Арасла́ново (рос. Арасланово, башк. Арыҫлан) — присілок у складі Мелеузівського району Башкортостану, Росія. Входить до складу Араслановської сільської ради.
Населення — 159 осіб (2010; 141 в 2002).
Національний склад:
- башкири — 98%